# Parigi-Bourges 2022
La Parigi-Bourges 2022, settantunesima edizione della corsa, valevole come prova dell'UCI Europe Tour 2022 categoria 1.1, si è svolta il 6 ottobre 2022 su un percorso di 198 km, con partenza da Gien e arrivo a Bourges, in Francia. La vittoria fu appannaggio del belga Jasper Philipsen, il quale completò il percorso in 4h19'28", alla media di 45,786 km/h, precedendo i francesi Arnaud Démare e Bryan Coquard.
Sul traguardo di Bourges 140 ciclisti, dei 155 partiti da Gien, hanno portato a termine la competizione.

## Squadre e corridori partecipanti
| N.      | Cod. | Squadra                 |
| ------- | ---- | ----------------------- |
| 1-7     | BOH  | Bora-Hansgrohe          |
| 11-17   | GFC  | Groupama-FDJ            |
| 21-27   | ACT  | AG2R Citroën Team       |
| 31-36   | COF  | Cofidis                 |
| 41-47   | LTS  | Lotto Soudal            |
| 51-57   | TFS  | Trek-Segafredo          |
| 62-67   | BEX  | Team BikeExchange-Jayco |
| 71-77   | UAD  | UAE Team Emirates       |
| 81-87   | BBK  | B&B Hotels-KTM          |
| 91-97   | ARK  | Team Arkéa-Samsic       |
| 101-107 | TEN  | TotalEnergies           |
| 111-117 | ADC  | Alpecin-Deceuninck      |

| N.      | Cod. | Squadra                          |
| ------- | ---- | -------------------------------- |
| 121-127 | BWB  | Bingoal Pauwels Sauces WB        |
| 131-137 | SVB  | Sport Vlaanderen-Baloise         |
| 141-147 | GRL  | Go Sport-Roubaix Lille Métropole |
| 151-157 | AUB  | St Michel-Auber 93               |
| 161-167 | UNA  | Team U Nantes Atlantique         |
| 171-177 | NMC  | Nice Métropole Côte d'Azur       |
| 181-187 | UXT  | Uno-X Pro Cycling Team           |
| 191-197 | EFE  | EF Education-EasyPost            |
| 201-207 | IGD  | Ineos Grenadiers                 |
| 211-217 | IWG  | Intermarché-Wanty-Gobert         |
| 221-227 | IPT  | Israel-Premier Tech              |

## Ordine d'arrivo (Top 10)
| Pos. | Corridore          | Squadra     | Tempo    |
| ---- | ------------------ | ----------- | -------- |
| 1    | Jasper Philipsen   | Alpecin     | 4h19'28" |
| 2    | Arnaud Démare      | Groupama    | s.t.     |
| 3    | Bryan Coquard      | Cofidis     | s.t.     |
| 4    | Alexander Kristoff | Intermarché | s.t.     |
| 5    | Jordi Meeus        | Bora        | s.t.     |
| 6    | Luca Mozzato       | B&B Hotels  | s.t.     |
| 7    | Edward Theuns      | Trek        | s.t.     |
| 8    | Arnaud De Lie      | Lotto       | s.t.     |
| 9    | Axel Zingle        | Cofidis     | s.t.     |
| 10   | Marc Sarreau       | AG2R        | s.t.     |